# Lotte Pulvermacher-Egers
Lotte Pulvermacher-Egers (geboren als Lotte Pulvermacher 2. September 1904 in Berlin; gestorben 10. November 1986 in New York) war eine deutsch-amerikanische Kunsthistorikerin.

## Leben
Lotte Pulvermacher war eine Tochter des Kaufmanns Siegmund Martin Pulvermacher und der Martha Egers, ihre Mutter war eine Nachkommin des Rabbiners Akiba Eger. Ihre Mutter starb 1932, ihr Vater wurde 1942 von Berlin in das Ghetto Theresienstadt deportiert und dort ermordet.
Pulvermacher besuchte das Lyceum Augusta-Schule und studierte ab 1924 Kunstgeschichte, Klassische Archäologie und Philosophie in Freiburg im Breisgau und Berlin. Sie wurde 1931 bei Hans Jantzen in Freiburg mit einer Dissertation über das Rollwerk promoviert. 1932/33 bearbeitete sie mit einem Werkvertrag die Ornamentstichsammlung der Staatlichen Museen Berlin. Pulvermacher schrieb zwischen 1931 und 1933 Beiträge für das Allgemeine Lexikon der Bildenden Künstler von der Antike bis zur Gegenwart, 1937 wurden noch drei Artikel von ihr im ersten Band des Reallexikons zur Deutschen Kunstgeschichte veröffentlicht. Nach der Machtübergabe an die Nationalsozialisten 1933 durfte sie nur noch für jüdische Organisationen arbeiten und war am Jüdischen Museum Berlin tätig.
Pulvermacher emigrierte 1937 in die USA und änderte ihren Namen in Pulvermacher-Egers. Sie arbeitete als Deutschlehrerin und Dozentin für Kunstgeschichte an verschiedenen Colleges. In New York verfasste sie mit dem Verfasserkurzzeichen L. P-E. Beiträge für die Encyclopedia of the Arts, die 1946 publiziert wurde.
Das Mannes College of Music in New York, an dem sie 29 Jahre lang lehrte, vergibt in ihrem Namen den Lotte Pulvermacher-Egers Humanities Award.

## Schriften (Auswahl)
- Die neue Synagoge Prinzregentenstraße in Berlin. In: Bayerische Israelitische Gemeindezeitung. 6. Jg., Heft 19 (1. Oktober 1930), S. 304 (Digitalisat).
- Das Rollwerk in der süddeutschen Skulptur und seine Entwicklung bis ca. 1620 (= Studien zur deutschen Kunstgeschichte. 285). J. H. Ed. Heitz, Strassburg 1931.
- Arabeske. In: Reallexikon zur Deutschen Kunstgeschichte. Band 1, 1935, Sp. 895–900 (Digitalisat).
- Reichsausstellung Jüdischer Künstler im Berliner. In: Bayerische Israelitische Gemeindezeitung 11, 1936, S. 251–252.
- Bandornament. In: Reallexikon zur Deutschen Kunstgeschichte. Band 1, 1937, Sp. 1436–1437 (Digitalisat).
- Bandschleife. In: Reallexikon zur Deutschen Kunstgeschichte. Band 1, 1937, Sp. 1437–1438 (Digitalisat).